# ゆふいん音楽祭
ゆふいん音楽祭（ゆふいんおんがくさい）は、大分県由布市湯布院町で開催されているクラシックの音楽祭。

## 概要
毎年7月に、4日間にわたって、ピアノ、チェンバロ、アンサンブル等の室内楽を中心としたコンサートが、由布市湯布院公民館を中心に町内各所で開かれていた。
1975年に「星空の下の小さなコンサート」として始まったもので、湯布院映画祭よりも長い歴史がある。ボランティアにより運営され、出演者は交通費・宿泊費のみで参加するなど、アットホームで地域に根づいた音楽祭である。
ピアノ・チェンバロ奏者の小林道夫が総合アドバイザーを務めている。
2009年（第35回）を区切りとして、2010年以降は開催されていなかったが、2016年11月26日に「ゆふいん音楽祭2016」として回数をつけずに7年ぶりに復活した。会場は以前と同じ湯布院公民館。